# Sondre Enger
Sondre Holst Enger (Horten, 17 de diciembre de 1993) es un ciclista noruego que fue profesional entre 2012 y 2020.

## Palmarés
2013
- Coupe des Nations Ville Saguenay
- 3.º en el Campeonato Mundial en Ruta sub-23

2015
- 1 etapa de la Vuelta a Austria

2016
- 1 etapa del Tour de Croacia

## Resultados en Grandes Vueltas y Campeonatos del Mundo
| Carrera         | Carrera         | 2012 | 2013 | 2014 | 2015 | 2016  | 2017 | 2018 | 2019 | 2020 |
| --------------- | --------------- | ---- | ---- | ---- | ---- | ----- | ---- | ---- | ---- | ---- |
|                 | Giro de Italia  | —    | —    | —    | —    | —     | —    | —    | —    | —    |
|                 | Tour de Francia | —    | —    | —    | —    | 141.º | —    | —    | —    | —    |
|                 | Vuelta a España | —    | —    | —    | —    | —     | —    | —    | —    | —    |
| Mundial en Ruta | Mundial en Ruta | —    | —    | —    | —    | Ab.   | —    | —    | —    | —    |

—: no participa

Ab.: abandono

## Equipos
- Plussbank (2012-2014)[2]
  - Plussbank-BMC (2012)
  - Team Plussbank (2013)
  - Team Sparebanken Sor (2014)
- IAM Cycling (2014[3] -2016)
- Ag2r La Mondiale (2017)
- Israel Cycling Academy (2018-2019)
- Riwal[4] (2020)
  - Riwal Readynez Cycling Team (2020)[5]
  - Riwal Securitas Cycling Team (2020)